# Толстово (Пензенская область)
Толстово — деревня в Белинском районе Пензенской области России. Входит в состав Волчковского сельсовета.

## География
Расположен в 4 км к северо-востоку от села Волчково, на Малый Чембар.

## Население
| 2010 |
| ---- |
| 12   |

## История
Основана в 1713 г. А. В. Макаровым, перевезшим сюда 18 крестьян из д. Буниной Владимирского уезда. В 1911 г. в составе Крюковской волости. После революции деревня Кашуровского сельсовета Чембарского района. Бригада колхоза «Сталинский рассвет».